# 桂林园林植物园
桂林园林植物园位于中国广西桂林市象山区环城西一路西侧，湘桂铁路北侧。前身为黑山苗圃和黑山植物园。黑山苗圃始建于1938年，为桂林市首座园林苗圃，1996年改建为黑山植物园。2005年10月，桂林市政府投资6000余万元对其进行改造，于2008年完成第一期工程并免费开放，定名为园林植物园。
园林植物园占地47.9公頃（718亩），南溪自西向东横贯。园内有黑山，现整个山体开发为珍稀植物区，山体周边有花卉馆、木兰园、榕树园、棕榈园、茶花园、百花舞台、欧洲花园和盆景苑等。南溪南侧有梅园、桂花博览园、樱花园（日本园）等园区。园区内植物种类达1000余种，品种达2200余种。其中桂花除本地优良品种外，还从四川省、浙江省等地引入10余种优良品种，共有桂花品种80余个，为国内外同类园区之最，并是全国三个“中国桂花品种繁育中心”之一，第二节中国规划博览会即在此举办。

## 园区
桂花博览园占地44,660平方（66.99亩），目前已经培育、繁殖、栽植桂花品种100多种。院内有近2000株桂花，包括金桂、银桂、丹桂、四季桂等80余个品种，其中有朱砂桂、金满堂、月月红等10外地品种。
珍惜植物园占地25,033平方（37.549亩），位于园区东部黑山。内有珍惜濒危植物200余种，包括国家一级保护植物桫椤、金花茶，国家二级保护植物鹅掌楸、柔毛油杉、黄枝油杉等。园内有小径蜿蜒上山。
棕榈园占地3,500平方（5.2亩），位于园区中东部，目前有蒲葵、棕竹等20多个种、300余株棕榈。
榕树园占地3,070平方（4.60亩），拥有小叶榕、石山榕等10余个品种，并有20多株直径达1米的大榕树。
木兰园占地5,700平方（8.5亩），拥有共5个属的30余种，包括白兰、广玉兰、紫玉兰等。
茶花园占地3,540平方（5.31亩），拥有山茶数十种，并有一级保护稀有种金花茶，亦为桂林市树龄最大的茶树。
百花舞台占地3,200平方（4.8亩），位于黑山南面，依山修建，有能容纳1000多名观众的梯田式观众席，并利用天然的山洞作为演员的化妆间和休息间。
欧洲花园占地7,750平方（11.62亩），北部有仿西欧式的二层建筑，南部为翠柏、檵木等组成的花坛，中轴线上有一花体与喷泉，宛若迷宫。
银杏园占地27,090平方（40.63亩），其中有一广达2,000平方（3.0亩）的草坪，位于园区西端，其间栽有近1000株银杏，周围有樟树、红继木等植物。
樱花园（日本园）占地20,000平方（30亩），位于园区西南，由日本专家设计并指导建设，以日本风格为主。其中有一湖面，湖岸由鹅卵石筑堤，中有岛屿，与湖岸以日本风格的石桥、木桥连接。岛上有日式凉亭等建筑，栽有樱花、茶花、竹等植物。
梅园占地2,200平方（3.3亩），拥有宫粉梅、朱砂梅等50多种近100株。